# Ernesto Rodríguez (regatista)
Ernesto Rodríguez (Sagua la Grande, Cuba, 21 de enero de 1970) es un regatista cubano y estadounidense en las clases Finn, Laser y Snipe.
Comenzó a navegar en 1984, a los 14 años de edad, en la Base Náutica Camilo Cienfuegos de Matanzas, y ganó los Juegos Escolares Nacionales en 1987 y dos campeonatos nacionales juveniles, en 1989 y 1990, en la clase Finn. En la clase Laser fue subcampeón nacional en 1993 y campeón en 1994 y 1995, lo que le llevó a representar a Cuba en el Campeonato Mundial de Laser de 1994 y en los Juegos Panamericanos de 1995, también en Laser, además de pasar a formar parte del equipo olímpico de Cuba para disputar los Juegos Olímpicos de Atlanta 1996 como representante en esa clase. Con el equipo olímpico y como parte de la preparación para los Juegos de Atlanta 1996, compite en la regata preolímpica en Savannah y en la regata de clases olímpicas de Miami (Miami Olympic Classes Regatta) en 1996. Durante esa regata en Miami, decide exiliarse y se queda en los Estados Unidos.
Tras un periodo sin actividad deportiva en su nuevo país, contactó con la flota Snipe de Miami a través de los también exiliados cubanos Gonzalo Díaz y su hijo Augie Díaz. A partir de entonces, y ya con nacionalidad estadounidense, ha ganado en la clase Snipe el Campeonato de Estados Unidos en 2004, 2007, 2012, 2016, 2021, 2022 y 2023; el Campeonato de América del Norte en 2009, 2014, 2017, 2018, 2021 y 2024; y el Campeonato del Hemisferio Occidental y Asia en 2010 y 2018.
En categoría máster ha sido campeón del mundo en la clase Snipe en 2016 y en la clase Laser en 2021.

## Juegos Panamericanos
- 5.º puesto en Mar del Plata 1995 en Laser
- Medalla de oro en Lima 2019 en Snipe
- Medalla de plata en Santiago 2023 en Snipe